# Philippe Defeyt
 (mars 2016).
 (mai 2017).
Philippe Defeyt, né le 21 mai 1953, est un économiste et homme politique belge (Ecolo). Ancien secrétaire fédéral d'Ecolo durant la participation gouvernementale d’Ecolo[Laquelle ?], vis-à-vis de laquelle il a incarné le concept de « particip'oposition ».

## Carrière
Il siège à la Chambre et au Conseil régional wallon de 1992 à 1995 (il est le premier élu vert à Namur).
En 1999, il remporte l'élection interne du parti vert en compagnie de Brigitte Ernst de la Graete et de Jacques Bauduin (contre un trio composé de Philippe Henry, Daniel Burnotte et Marie-Thérèse Coenen). En 2002, le trio démissionne et Philippe Defeyt présente une nouvelle équipe avec la députée bruxelloise Évelyne Huytebroeck et le sénateur Marc Hordies. À la suite de l'échec électoral de mai 2003, cette équipe remet à son tour sa démission. 
Philippe Defeyt quitte l'avant-scène politique pour rejoindre l'IDD et se consacre notamment à des travaux consacrés à l'épargne dans les revenus des ménages en Belgique, qui selon lui a diminué de moitié entre 1995 et 2005, une étude contredisant en partie celles publiées par le Crioc en janvier 2006.
En décembre 2006, à la suite des élections communales et à l'entrée en majorité d'Ecolo (avec le CDH et le MR) à Namur, Philippe Defeyt devient président du Centre public d'action sociale (CPAS) de la ville de Namur. Il a annoncé sa démission le 1er mars 2016. Elle devrait être effective en juin ou juillet 2016. En 2012, il rempile dans ce rôle à la suite des élections communales d'octobre. Il devient également chef de file Écolo de la majorité en remplacement d'Arnaud Gavroy, son prédécesseur, dépassé en nombre de voix de préférence malgré une position de tête de liste. Il prend également l'échevinat du volontariat en plus de sa casquette de président du CPAS. En 2014, il remplace également l’échevine Patricia Grandchamps pour ses compétences jeunesse du fait de l'indisponibilité pour maladie de celle-ci durant plusieurs mois.
Candidat comme sixième suppléant de la circonscription de Namur pour les élections 2014 pour le Parlement Wallon, il fera le troisième score de la liste avec 2636 voix.